# Arbedo-Castione
Arbedo-Castione es una comuna suiza del cantón del Tesino, localizada en el círculo y distrito de Bellinzona. Limita al norte con las comunas de Claro y Lumino, al este con Roveredo (GR), al sur con Sant'Antonio, y al occidente con Bellinzona, Gorduno y Gnosca.
En sus cercanía tuvo lugar, el 30 de junio de 1422, la batalla de Arbedo, enfrentando a las tropas suizas con las del duque de Milán, Filippo Maria Visconti, siendo derrotados los suizos.
El río Moesa confluye en el río Tesino cerca de esta localidad.

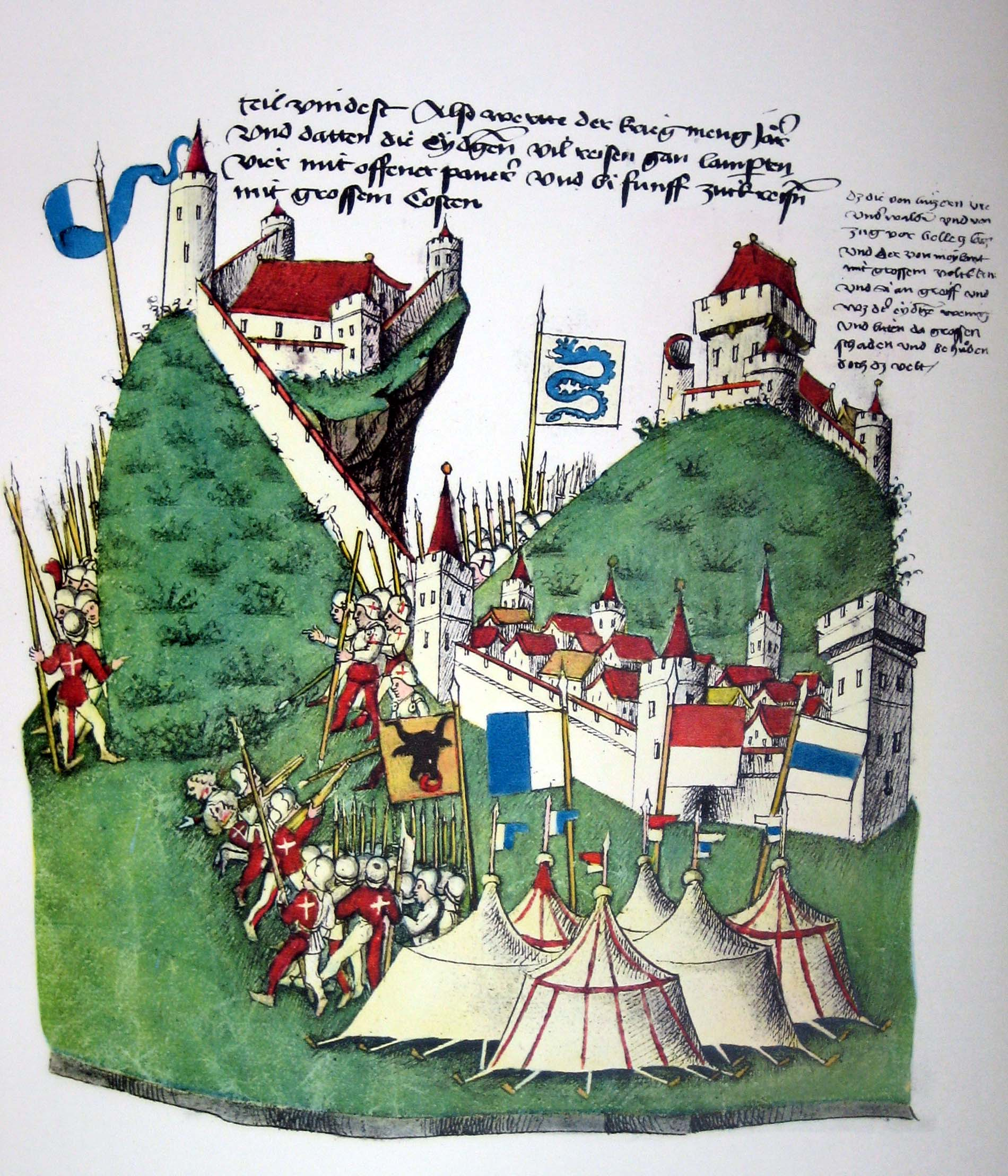
Batalla de Arbedo.